# Melilla la Vieja
Melilla la Vieja ("Melilla La Vecchia") è il nome di una grande fortezza che si erge immediatamente a nord del porto di Melilla, uno dei Plazas de soberanía spagnoli sulla costa nordafricana. Costruita a partire dal XVI secolo, gran parte della fortezza è stata restaurata negli ultimi anni.
La fortezza ospita molti dei siti storici più importanti di Melilla, tra cui un museo archeologico, un museo militare, la Chiesa della Concezione e una serie di grotte e cunicoli, come le Grotte del Conventico, utilizzate fin dall'antichità fenicia.

## Storia
Il sito dove sorge Melilla la Vieja fu costruito tra il XVI e il XIX secolo, seguendo modelli che spaziano dal Rinascimento ai bastioni di scuola ispano-fiamminga realizzati in epoca borbonica. Dispone quindi di una città murata costruita inizialmente da ingegneri italiani e successivamente da spagnoli e professionisti provenienti dai Paesi Bassi.
Nel XVIII secolo le sue mura furono rinnovate e furono costruiti una serie di bastioni ed edifici che riflettevano l'interesse dei re spagnoli nella sua difesa.
L'intero complesso murato di Melilla la Vieja è stato dichiarato Conjunto Histórico con decreto dell'11 agosto 1953, Bene di Interesse Turistico nel 1958 e Bene di Interesse Culturale nel 1986. Attualmente fa parte del Complesso Storico-Artistico della città di Melilla.

## Struttura
È diviso in quattro recinti fortificati:
- Primo recinto fortificato: situato sul promontorio roccioso, conserva tutti gli edifici civili e le mura dal XVI al XVIII secolo.[5]
- Secondo recinto fortificato: situato nell'istmo, con mura del XVII e XVIII secolo.[5]
- Terzo recinto fortificato: costruita sfruttando il recinto musulmano, con una porta dell'epoca ed il resto del XVIII secolo.[5]
- Quarto recinto fortificato: con fortezze del XVIII secolo.[5]